# Mount Electra
Mount Electra är ett berg i Antarktis. Det ligger i Östantarktis. Nya Zeeland gör anspråk på området. Toppen på Mount Electra är 2 225 meter över havet, eller 640 meter över den omgivande terrängen. Bredden vid basen är 2,2 km.
Terrängen runt Mount Electra är varierad. Trakten är obefolkad. Det finns inga samhällen i närheten. 